# Saint Gwenaël

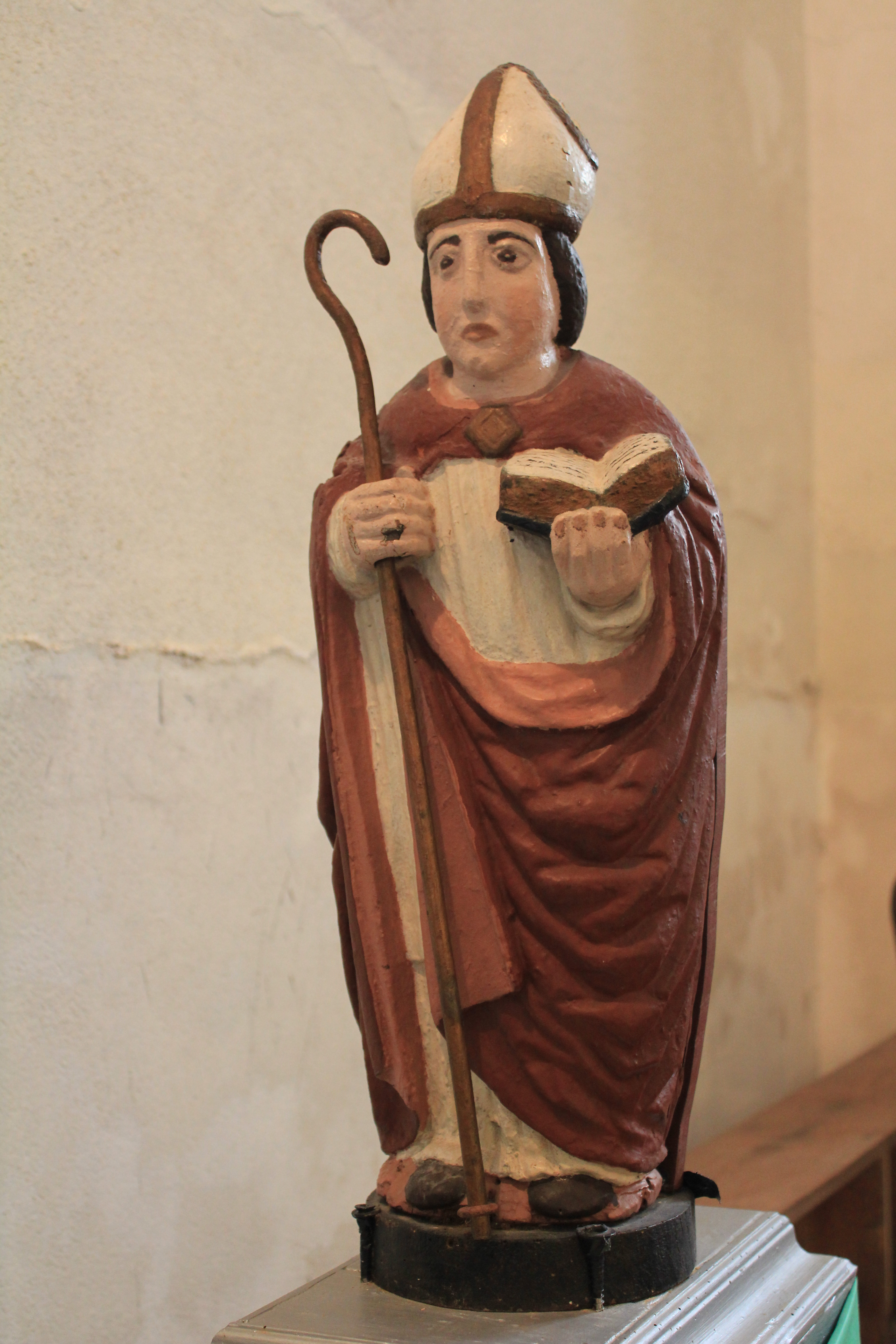
Chapelle Saint-Guénaël de Lanester : statue de saint Guénaël.

Saint Gwenaël (ou Gwenael, Guenaël, Guénault, Guinal, Guénal, Gwendal, Vendal, Guennal, Guénaud ou Guenhaël) est un saint breton légendaire du VIe siècle né à Ergué-Gabéric (Cornouaille), 2e abbé de Landévennec et successeur en 532 de saint Guénolé qui l'aurait rencontré quand il avait onze ans dans une rue de Quimper. Il obtint de ses parents qu’il vienne étudier sous sa direction. On l'a parfois, à tort, assimilé à saint Guénolé. La dispersion de son culte à travers la Bretagne dénonce probablement l’existence de plusieurs saints locaux dénommés Guen.
Il aurait restauré plusieurs monastères en Irlande, mais son culte s’est surtout répandu dans l’Ouest de la Bretagne, ce que l’on peut constater après déchiffrement des différentes formes dialectales ou graphiques. L’église paroissiale d'Ergué-Gabéric (Finistère) lui est dédiée sous le nom de saint Guinal (gui = goui = gw), ce qui, du fait de la proximité de Quimper, a fait penser que c'est dans cette commune qu’il a pu naître. Une statue de saint Guinal se trouve aussi dans l'église de Poullaouen. Une chapelle de Douarnenez lui était aussi consacrée.
Il aurait fondé un monastère à Caudan (sur le territoire actuel de Lanester) où on voit une chapelle Saint Guénaël et y serait mort vers 590. Ses reliques furent transférées à la cathédrale de Vannes. Elles furent transportées, à la fin de IXe siècle, à Corbeil pour les sauver des Normands.
Les églises paroissiales de Bolazec, Lescouët-Gouarec et Tréguidel sont aussi sous son invocation, ainsi qu'une chapelle à Guiscriff et Gomené et la chapelle Saint-Guénal à Kerlouan. Une chapelle Saint-Vendal, dite aussi chapelle Saint-Guénaël, existe à Douarnenez.
Selon Gwennole Le Menn, on retrouve très probablement son nom à Locunel en Caudan, à Saint-Guinel en Mauron, à Saint-Guénal et Saint-Vinnel en Poullaouen, à Lanvenaël en Plomeur, à Saint-Vénal et Saint-Guénal en Landivisiau et à Saint-Vénal en Saint-Pol-de-Léon. On trouve aussi trois Kervénal en Côtes-d'Armor, Finistère et Morbihan.
Les noms de famille Guénal, Guénel, Trévinal et Kervennal ont probablement un rapport étroit avec lui. 
Son nom qui signifierait "bienheureux" est issu du breton gwenn (blanc, pur, immaculé) et haël (généreux, magnanime, noble). "Hael", avec le "H" aspiré, à ne pas confondre avec "Ael" qui signifie « ange » en breton et est souvent la traduction erronée privilégiée par beaucoup.

Fête le 3 novembre. Vie rédigée au IXe siècle.

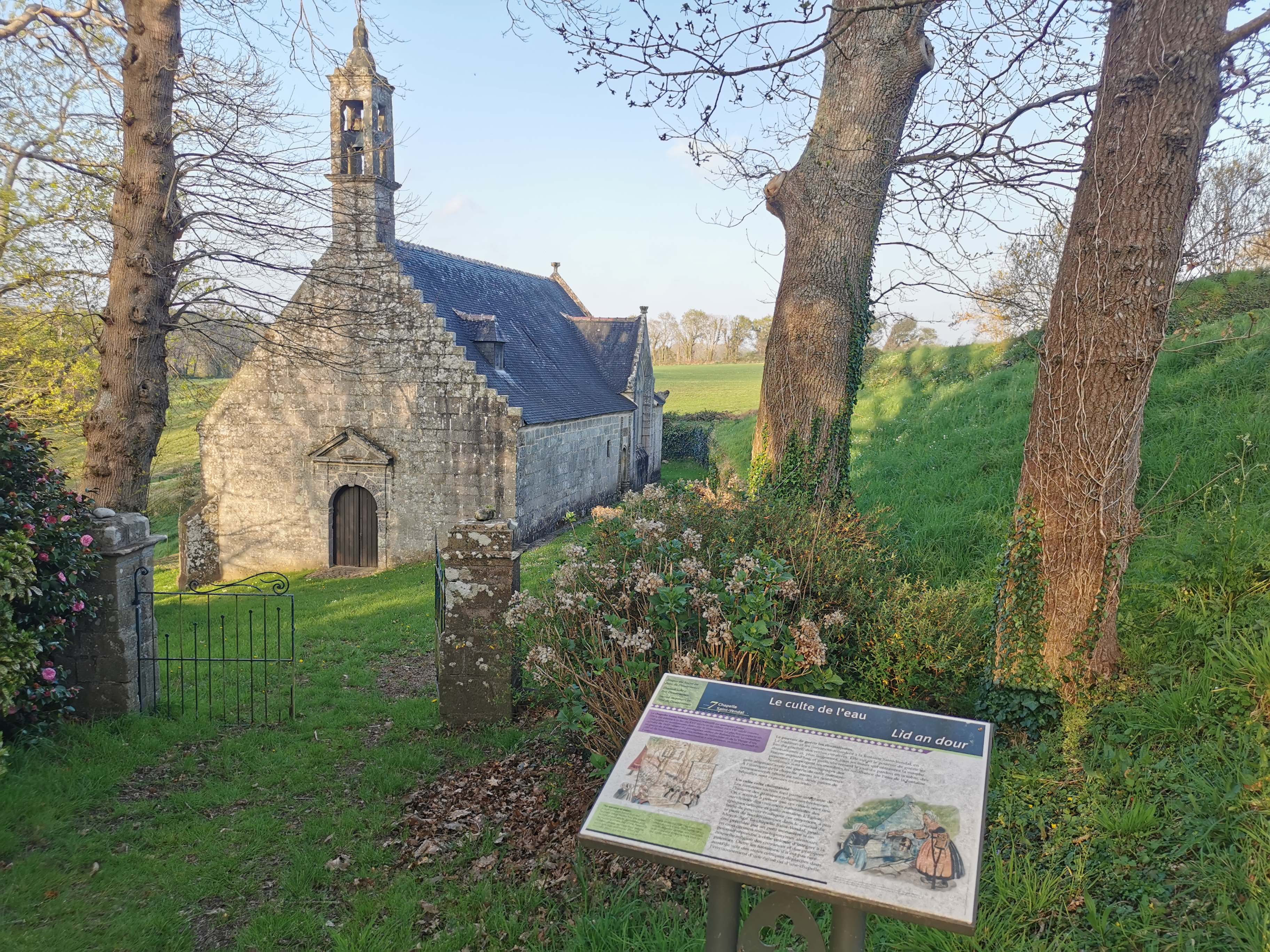
Chapelle Saint Vendal, Douarnenez
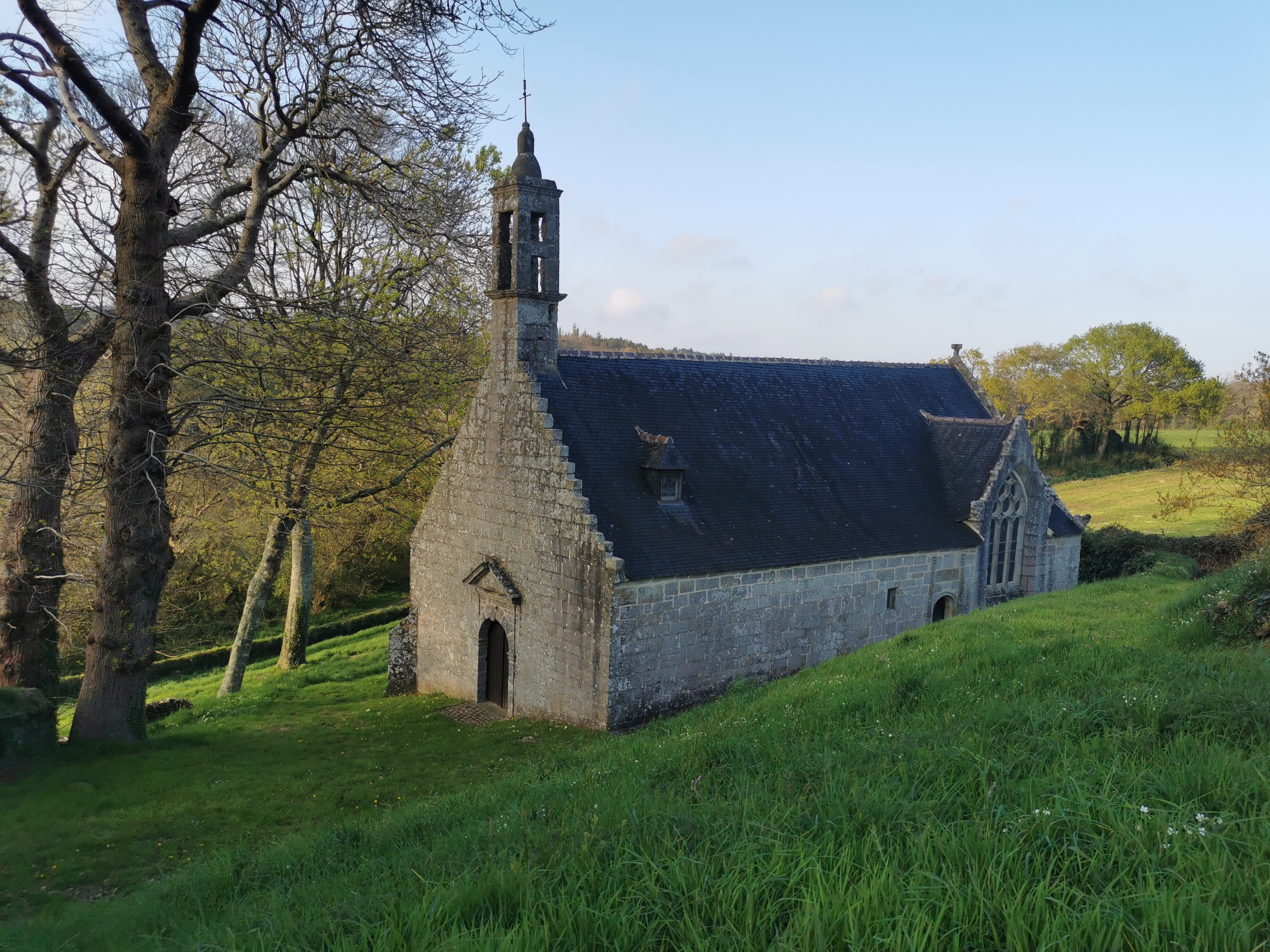
Chapelle Saint Vendal, Douarnenez
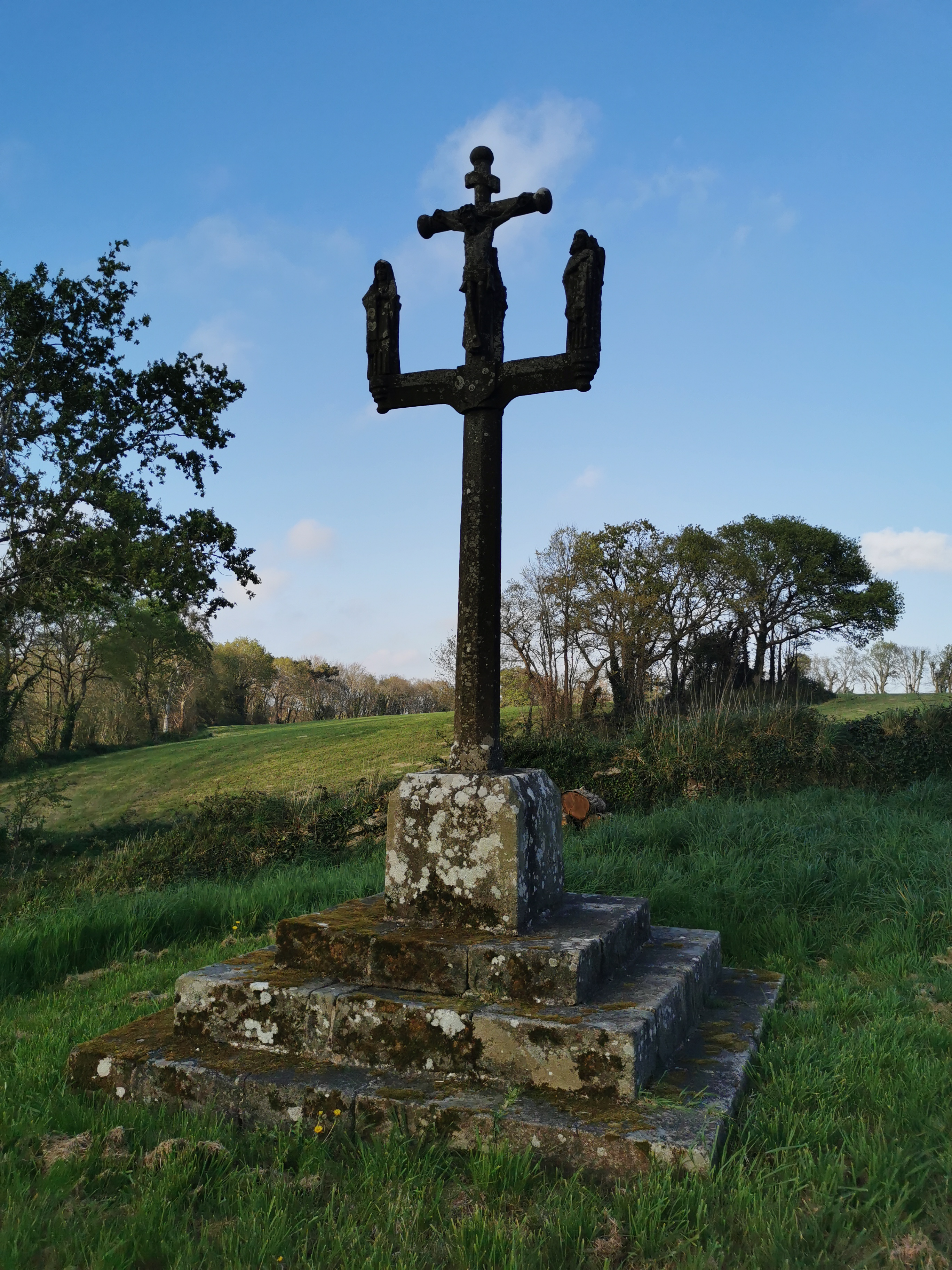
Calvaire de la chapelle Saint Vendal, Douarnenez
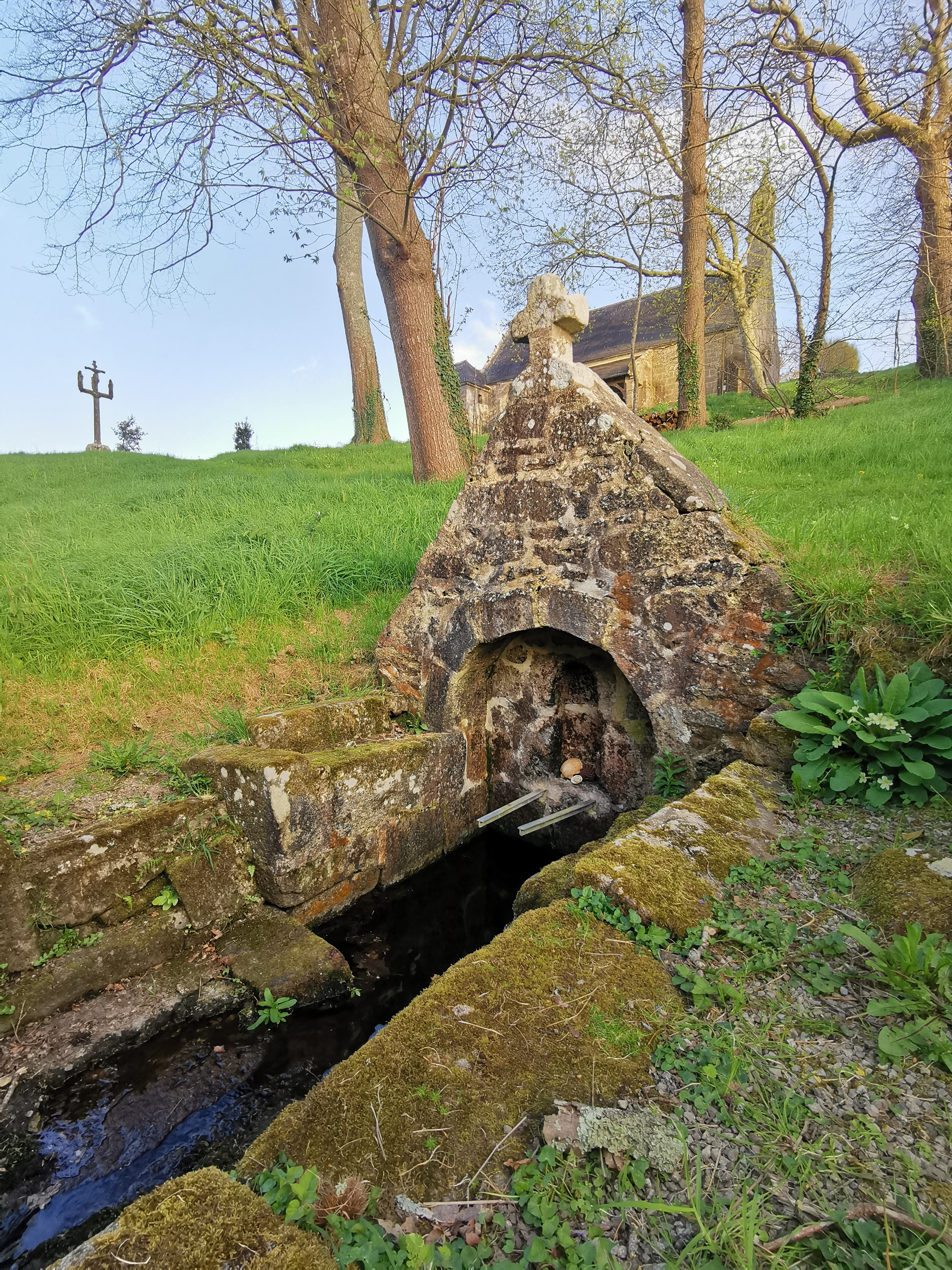
Fontaine Saint Vendal, Douarnenez

## Liens
- Notices d'autorité :   - VIAF
  - LCCN
  - WorldCat